# David Scheinemann

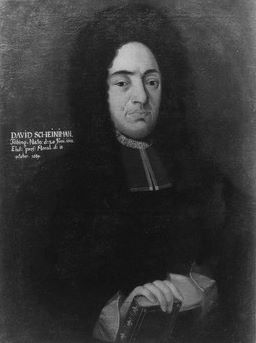
David Scheinemann (Gemälde von Johann Georg Dramburg, 1689, in der Tübinger Professorengalerie)

David Scheinemann (oder Scheinimann; * 20. Juni 1662 in Tübingen; † 2. April 1702 ebenda) war ein deutscher Jurist.

## Herkunft
Seine Eltern waren der Professor David Scheinemann (* 18. Juni 1628; † 4. März 1676) und dessen Ehefrau Maria Magdalena Bardili (* 16. Dezember 1630; † 10. Mai 1702), eine Tochter des Mediziners Carl Bardili.

## Leben
David Scheinemann studierte in Tübingen und wurde dort 1688 außerordentlicher Professor für Natur- und Völkerrecht in Tübingen. Er wurde 1689 ordentlicher Professor der Moral und 1692 ordentlicher Professor für Natur- und Völkerrecht. 1694/95 und 1700 war er Rektor der Universität Tübingen.

## Familie
Er heiratete am 4. September 1688 in Tübingen Maria Katharina von Gülchen (1669–1739) eine Tochter des Kammergerichtsadvokaten Abraham Ludwig von Gülchen in Speyer.
Das Paar hatte mehrere Kinder:
- Maria Dorothea (* 29. September 1697; † 27. Februar 1768) ⚭ Kaspar von Pfau (* 14. September 1686; † Dezember 1744), Geheimer Rat[1]